# Casa Martí
La casa Martí es un edificio modernista de estilo neogótico, situado en la calle Montsió, 3 bis, de Barcelona, España. Fue construido en 1896 por Josep Puig i Cadafalch por encargo de la familia Martí i Puig. La planta baja albergó la taberna Els Quatre Gats entre 1897 y 1903.
El inmueble forma parte del registro de Bienes Culturales de Interés Nacional del patrimonio catalán y del registro de Bienes de Interés Cultural del patrimonio español con el código RI-51-0004198.

## Historia
La finca se levanta sobre el solar del antiguo Monasterio de Santa María de Montesión, que anteriormente fue Santa Eulalia del Campo. Abandonado por la monjas dominicas en 1888, la familia de empresarios textiles Martí Puig adquirió la mayor parte de los terrenos, donde levantaron fincas y almacenes. La residencia familiar, conocida también como Casa Martí, se construyó con fachada principal a la plaza de Santa Ana (hoy Portal de l'Àngel, 24). La Casa Martí de la calle Montsió, destinada a alquiler, se construyó entre 1895 y 1896, siendo el primer gran proyecto del arquitecto Josep Puig i Cadafalch.
Uno de los primeros inquilinos de la finca fue el abogado Narcís Verdaguer i Callís, que instaló su bufete en el principal. Entre 1897 y 1903 los bajos albergaron la taberna Els Quatre Gats, inspirada en el cabaret parisino Le Chat Noir, que se convirtió en el local de referencia del modernismo y la bohemia barcelonesa. La decoración y el mobiliario del establecimiento, de inspiración medieval –como las lámparas circulares– fueron diseñados por Puig i Cadafalch. Els Quatre Gats fue también la sede fundacional de la Asociación Wagneriana de Barcelona, impulsada por Joaquim Pena, en 1901.
A partir de 1903 el local cambió radicalmente de signo, al convertirse en la sede del Círculo Artístico de San Lucas, de carácter confesional. La entidad se mantuvo en este espacio durante 33 años, hasta que en agosto de 1936, a raíz del estallido de la Guerra Civil, fue clausurada por un decreto de la Generalidad de Cataluña. Ese mismo mes, los revolucionarios anticlericales destruyeron la estatua de San José, obra de Josep Llimona, que presidía la fachada de la Casa Martí, y, según algunas fuentes, como Enric Jardí, la sede del Círculo fue asaltada y saqueada.
El local de los bajos estuvo destinado a almacenes textiles hasta 1983, cuando un grupo de empresarios de la hostelería reabrieron Els Quatre Gats. El establecimiento actual conserva la decoración interior original, con reproducciones de los cuadros modernistas que se exhibían, como el célebre Ramon Casas y Pere Romeu en un tándem.
El Ayuntamiento de Barcelona, en el marco de la campaña «Barcelona posa't guapa», ha realizado varias intervenciones en la Casa Martí: en 1991 la finca fue rehabilitada y en 2000 se restituyó la escultura de San José Patriarca, con una réplica de Lluís Cera.

## Arquitectura

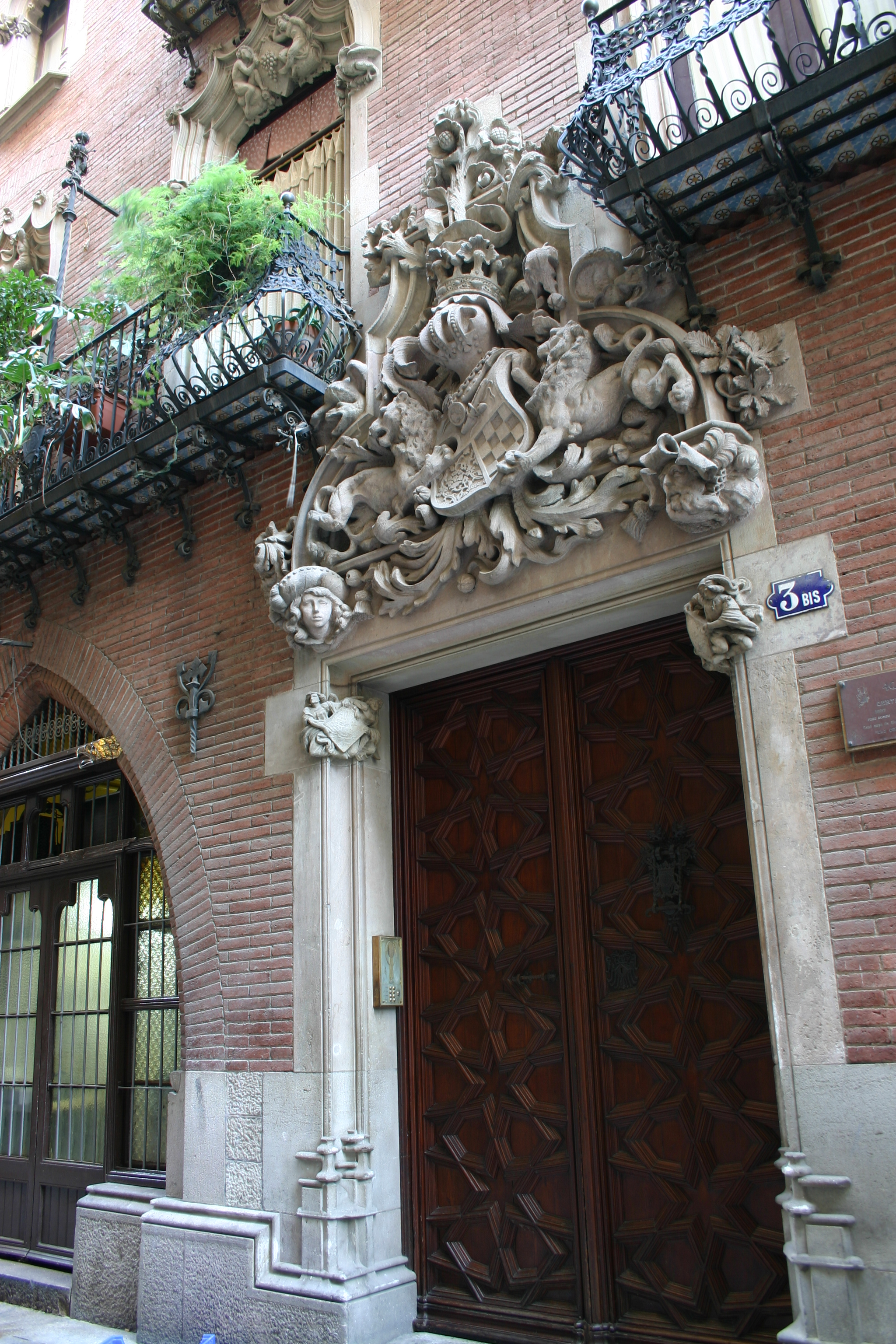
Entrada.

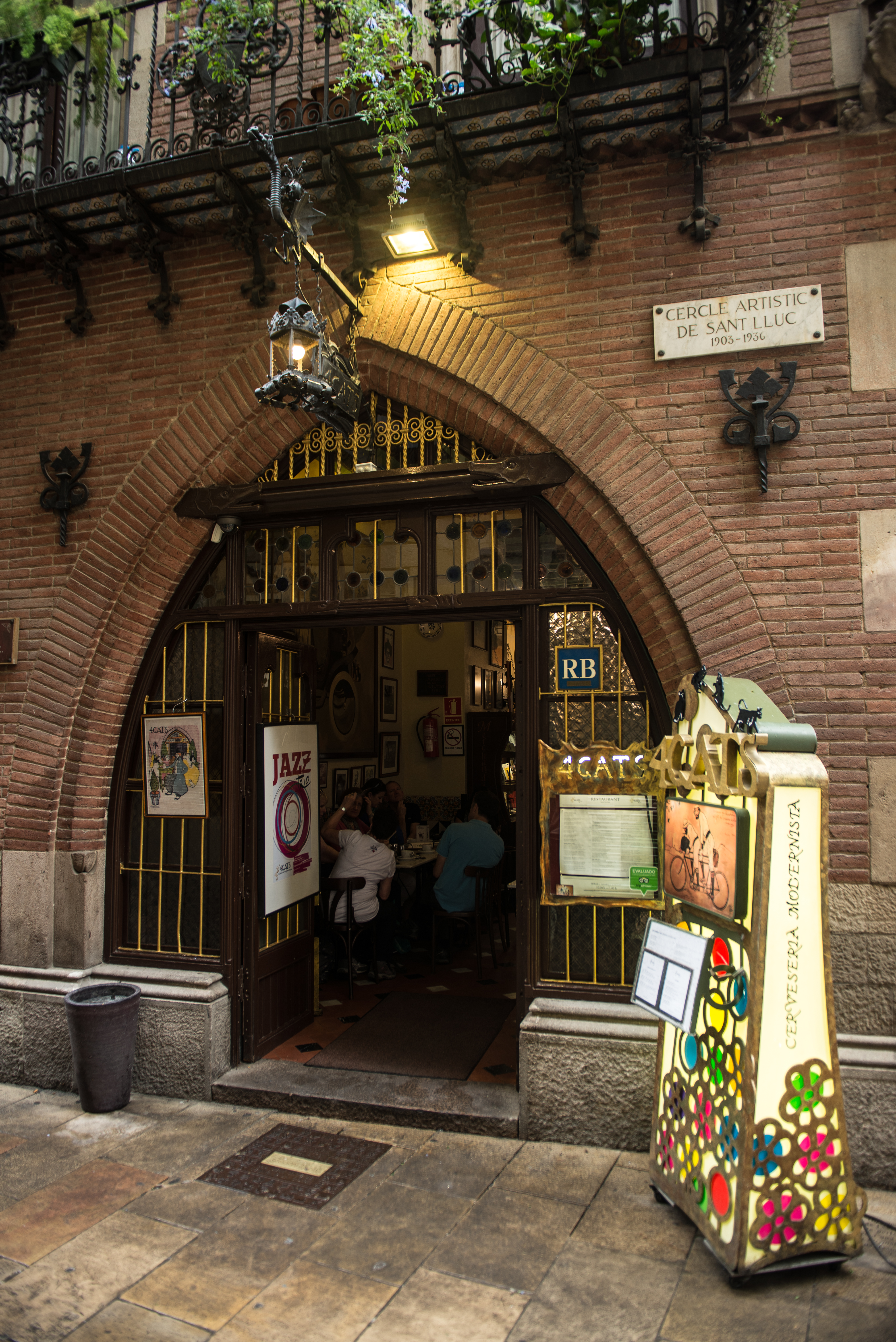
Els Quatre Gats.

La influencia del gótico germánico en Josep Puig i Cadafalch se refleja en la casa Martí, un edificio de concepto neogótico, con numerosos elementos ornamentales modernistas.
La finca, situada en la esquina de la calle de Montsió con el pasaje del Patriarca, consta de planta baja, dos pisos y buhardilla. La fachada, coronada con cornisa y almenas, alterna el uso del ladrillo visto con la piedra. En la planta baja hay seis aperturas, dos en la calle Montsió y cuatro en el pasaje del Patriarca, todas de arco ojival y ladrillo, salvo la entrada principal, con dintel esculpido. En la primera y segunda planta se alternan ventanas y balcones con arcos de cierre conopial. En la fachada del pasaje del Patriarca destaca un boínder sobre tres grandes ménsulas, de estilo flamígero, con tres pináculos, coronado por una pirámide de cerámica vidriada. En la buhardilla se abren galerías de arcos de medio punto.
Destacan las barandas de los balcones y otros detalles de hierro forjado de inspiración modernista, como la verja que cierra el pasaje del Patriarca (de paso privado), obra de Manuel Ballarín sobre un diseño de Puig i Cadafalch, donde figura el nombre anterior de la vía: pasaje de Sant Josep.
El local comercial de los bajos conserva la decoración interior original, como los arrimaderos de cerámica popular catalana, con motivos florales y geométricos; los marcos de las puertas de piedra, que reproducen formas medievales; las aplicaciones de forja y las vidrieras policromadas en las ventanas.

### Escultura de San José Patriarca
En el ángulo que forman las dos fachadas hay una imagen de san José con el Niño Jesús, que figura en el catálogo Art Públic de Barcelona con el código 1917-1. La escultura actual es una réplica de la original, obra de Josep Llimona, destruida por anticlericales durante la Guerra Civil, salvándose únicamente las cabezas, rescatadas por una vecina. A partir de estos elementos y teniendo en cuenta otras obras similares de Llimona, como el san José de La Salle Comtal, en 2000 el escultor Lluís Cera realizó la réplica actual.
De la escultura original solo se conserva la peana, con un relieve que representa la leyenda de San Jorge y el dragón, motivo que se convertiría en recurrente en las obras de Puig y Cadafalch, como la Casa Amatller, la Casa Terradas, el Palacio del Barón de Quadras, la fábrica Casaramona o Can Serra.